# 布雷山 (提契諾州)
46°00′31″N 8°59′11″E / 46.008558°N 8.986473°E

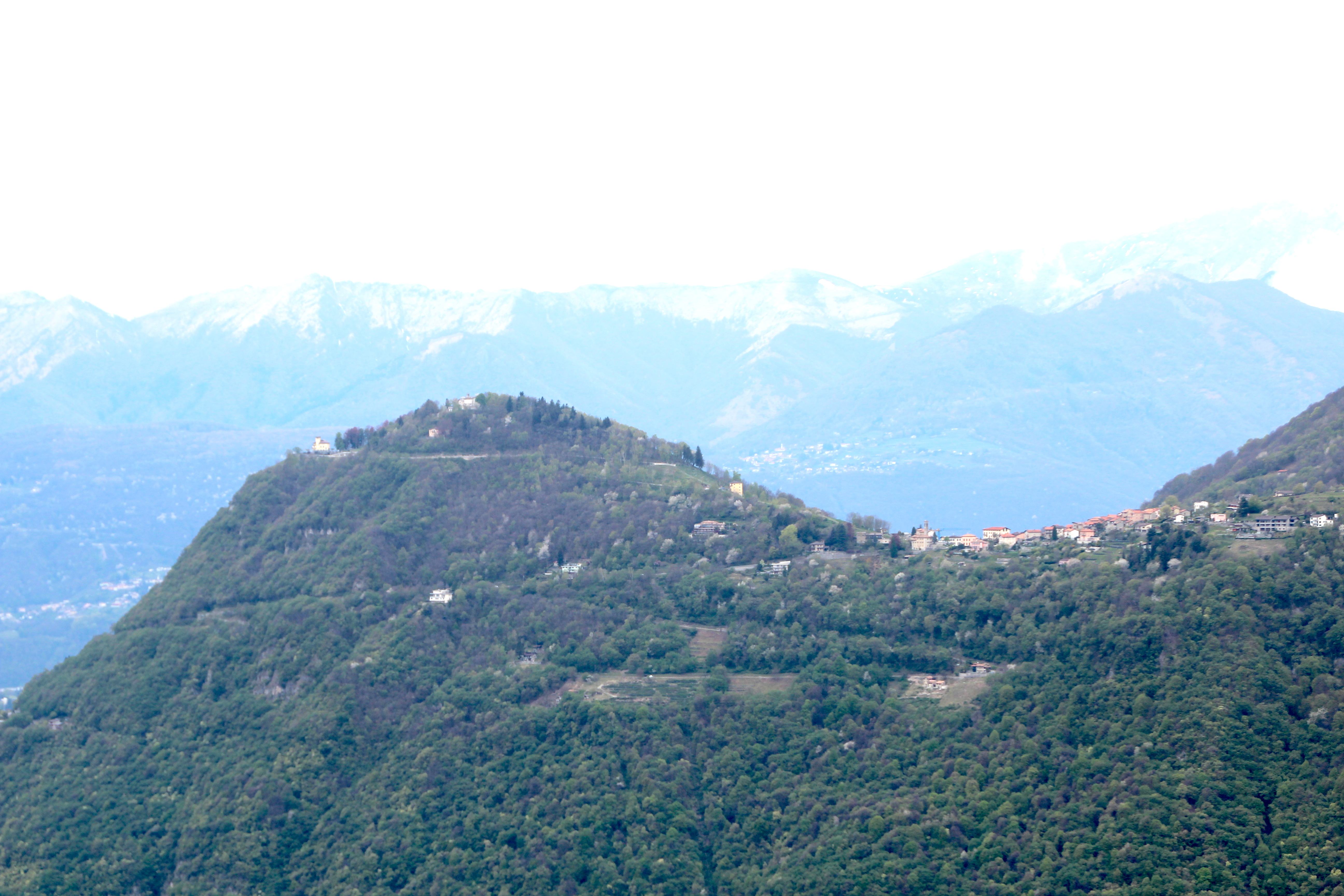

'（Monte Brè），是瑞士的山峰，位於該國南部，由提契諾州負責管轄，距離博格利亞山1.5公里，海拔高度925米，每年平均降雨量1,714毫米，人類在1912年首次登頂。